# Brepols
Brepols és una editorial internacional especialitzada en ciències humanes fundada el 1796 a Turnhout (Bèlgica), a la província flamenca d'Anvers.

## Història
L'empresa fou fundada per Pieter Corbeels, originalment editor de missals i almanacs provinent de Lovaina, i el seu col·laborador Philippus Jacobus Brepols. Durant molt de temps publicat només publicaren llibres religiosos.
Avui en dia publica edicions crítiques de fonts documentals de l'edat antiga, l'edat mitjana i el principi de l'edat moderna, així com documents en la seva llengua original, obres de referència com ara enciclopèdies, manuals i bibliografies, estudis monogràfics, revistes acadèmiques i treballs de recerca especialitzats.
Edita obres en anglès, francès, alemany, castellà, italià i neerlandès (així com llengües antigues o regionals, incloent-hi el llatí, el grec i l'occità, entre d'altres).
Entre les sèries que publica, destaca el Corpus Christianorum creat pels benedictins.
A més a més, constituí i encara gestiona Brepolis, un important conjunt de bases de dades en línia.
El grup s'ha diversificat més enllà de l'edició i fabrica obres gràfiques (agendes, àlbums de fotografies i material d'oficina) a través de Graphic Products. En l'àmbit de la papereria, és distribuïdor de la marca Moleskine. Finalment, ofereix serveis d'enquadernació.